# Вратарь (фильм, 1936)
«Врата́рь» — советский художественный полнометражный чёрно-белый фильм, снятый режиссёром Семёном Тимошенко в 1936 году на киностудии «Ленфильм». Премьера состоялась в январе 1937 года. Повторно вышел в кинопрокат в 1970 году, правда, с некоторой цензурой.

## Сюжет
В фильме рассказана история простого парня Антона Кандидова. Сперва он работает на сельскохозяйственных работах — перевозит на лодке по Волге арбузы. Заметив, как ловко Антон ловит и грузит арбузы, ему говорят, что он мог бы стать вратарём и играть в футбол. Антон решает последовать совету.
Из пробега возвращаются футболисты московского завода «Гидраэр». Обратив внимание на ловкость молодого грузчика, они предлагают Кандидову стать вратарём их футбольной команды. Скоро молодого спортсмена начинают называть лучшим вратарём Москвы. Успех вскружил  голову новой знаменитости. 
Антон запускает свои производственные дела на заводе. Критику товарищей он воспринимает как оскорбление и уходит из команды «Гидраэр». Он начинает защищать ворота команды «Торпедо», принципиального соперника «гидраэровцев». В матче между этими командами, пропустив первый мяч в свои ворота, Кандидов прибегает к недопустимым приёмам. Судья удаляет его с поля за грубость. 
Под воздействием коллектива Антон осознает свое недостойное поведение и возвращается в команду «Гидраэр». В Советский Союз приезжает иностранная футбольная команда «Чёрные буйволы». Антон Кандидов с честью защищает ворота сборной СССР. На последней минуте матча с «Чёрными буйволами» назначается одиннадцатиметровый штрафной удар. Антон не только ловит мяч, но и бежит к воротам соперника и забивает победный гол.

## В ролях
- Григорий Плужник — Антон Кандидов, вратарь
- Татьяна Гурецкая — Груша (поёт Софья Ивницкая)
- Людмила Глазова — конструктор Анастасия Валежная
- Анатолий Горюнов — инженер Анатолий Осипович Карасик, футболист, друг Кандидова
- Яков Гудкин — Фома Руселкин, инсайд
- Владимир Крюгер — Боб Цветочкин, капитан «Торпедо»
- Фёдор Курихин — эксцентричный болельщик дядя Кеша с больными зубами
- Валерий Соловцов — Николай Бухвостов, капитан футбольной команды «Гидраэр»
- Герман Эразмус — Рыжий, инсайд

В массовке в сценах футбольных матчей снимались игроки киевского «Динамо» Константин Щегоцкий, Антон Идзковский, Иван Кузьменко, Макар Гончаренко и другие.
Впоследствии многие из них — участники «матча смерти» и фильм — единственные кинокадры с их участием.

## История создания
Сценарий был написан Львом Кассилем осенью 1935 года, что опровергает расхожее мнение о том, что прототипом главного героя являлся вратарь московского «Спартака» Анатолий Акимов, широкая известность к которому пришла немного позже. В 1937 году на основе сценария фильма, в связи с его успехом, Лев Кассиль написал роман «Вратарь республики». Специально для фильма В. И. Лебедевым-Кумачом был написан текст «Спортивного марша» (музыка И. О. Дунаевского).

## Съёмочная группа
- Автор сценария: Лазарь Юдин, Лев Кассиль (роман)
- Режиссёр: Семён Тимошенко
- Оператор: Владимир Данашевский
- Художник: Владимир Калягин, Пётр Якимов
- Композитор: Исаак Дунаевский

## Критика
В журнале «Искусство кино» (1955) отмечалось, что «критика того времени, отметив некоторые положительные стороны картины, … одновременно вскрыла серьёзные проблемы этого кинопроизведения …». В частности, про главного героя было написано, что «мы ни разу не видим, как он тренируется, как совершенствует своё мастерство футболиста».
Кинокритик Ростислав Юренев относил фильм к числу лучших кинокомедий С. Тимошенко. При этом он считал, что образ вратаря очерчен схематично. «Схематизм центрального образа грозил решительно сказаться на комедийном качестве фильма „Вратарь“, — писал критик, — но, к счастью, помимо воли авторов, в центре внимания зрителей оказалась фигура инженера Карасика. Артист А. Горюнов с большой душевной теплотой показал толстого, лысого, неуклюжего, но доброго и талантливого человека».
Игорь Раздорский назвал кинокартину «значительной, внутренне цельной и интересной для зрителя». Он написал: «После просмотра фильма „Вратарь“ зритель уносит с собой заряд бодрости, обострённого чувства жизни и песню. Эта картина до сих пор остаётся непревзойдённым произведением в жанре спортивной комедии».
Образ вратаря в фильме часто понимается как метафора пограничника. «Значительный перевес противника, героическое спасение критического рубежа и резкая неумолимая контратака … — … знакомый сценарий победы …» — писал критик А. Апостолов. Он также считал, что «„Вратарь“ Тимошенко … задаёт канон визуальной репрезентации вратарской игры на много лет вперёд».
В статье, посвящённой 50-летию фильма, отмечалось, что «психологические мотивировки ряда героев, и прежде всего Антона Кандидова, получились недостаточно убедительными». Однако «авторы ленты … находили множество интересных деталей, крупных планов, создавали напряжение умелым чередованием монтажных ритмов, уже тогда предвосхитив многие изобразительные приёмы футбольного телеспектакля». Был сделан вывод о том, что кинофильм «является заметным этапом в развитии спортивной комедии, и в частности футбольной темы в советском кино».